# Kotomierzyca
Kotomierzyca (Kotomierzanka, Czarna Struga) – rzeka, lewy dopływ Brdy o długości 30,71 km. 
Rzeka zbiera wody z południowo-zachodniej części Wysoczyzny Świeckiej. Wypływa z okolic Pruszcza i początkowo płynie przez tereny rolnicze gmin Pruszcz i Dobrcz. Na terenie gminy Osielsko płynie przez obszary leśne i w Bożenkowie wpada do Brdy. Posiada ustój mieszany, deszczowo-śnieżny. Według stanu na rok 2012 rzeka miała złą ocenę bakteriologiczną.